# Agis (Name)
Agis ist ein griechischer, männlicher Vorname.

## Herkunft und Bedeutung
altgriechisch Ἆγις; Ionisch ῏Ηγις
Der Name ist altgriechischen Ursprungs und bedeutet ‚der Reine‘ oder ‚der Heilige‘. Nach der ionischen Form ist auch die Bedeutung ‚Führer‘ möglich.

## Verbreitung
Der ursprünglich in der Frühzeit in Sparta verwendete Name, findet heute im ganzen griechischen Sprachraum Verwendung.

## Bekannte Namensträger

### Antike
- mehrere Könige von Sparta:
  - Agis I. (etwa 1160–1159 v. Chr.),
  - Agis II. (427–400 v. Chr.),
  - Agis III. (338–330 v. Chr.),
  - Agis IV. (244–241 v. Chr.),
- Agis (Dichter), ein altgriechischer Epigrammatiker.

### Neuzeit
- Agis Stinas (1900–1987), griechischer Politiker.
- Agis Sideras (* 1974), griechisch-deutscher Schriftsteller